# Жан Піаже
Жан Піаже́ (фр. Jean Piaget; *9 серпня 1896, Невшатель, Швейцарія — 16 вересня 1980, Женева, Швейцарія) — швейцарський психолог і філософ, відомий дослідженнями психіки.
Жан Піаже запропонував теорію когнітивного розвитку в навчанні, яка зараз названа на його честь. Вивчав якісну специфіку дитячого мислення. Розробив напрямок досліджень, що отримав назву «генетична епістемологія».

## Біографія

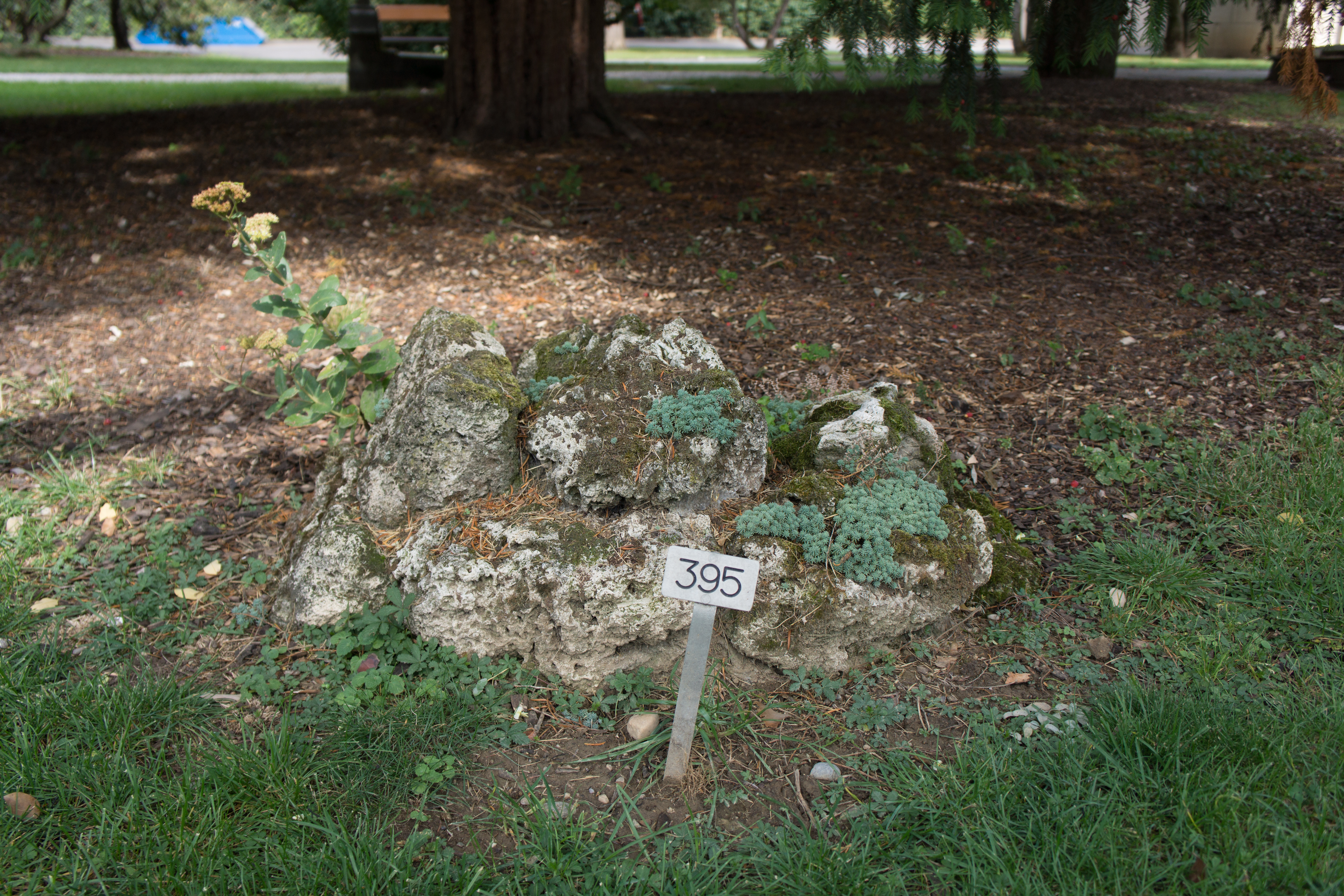
Місце поховання Жана Піаже, Цвинтар Королів, Женева

Жан Піаже був старшим сином у професорській родині в місті Невшатель, столиці франкомовного кантону Невшатель у Швейцарії. Його батько, Артур Піаже (1865—1952), був професором середньовічної літератури в Невшательському університеті. Свою довгу наукову кар'єру Піаже почав у віці одинадцяти років, коли 1907 року опублікував невелику замітку про горобців-альбіносів. Відвідував клуб юних друзів природи, для якого часто готував доповіді. Загалом за своє наукове життя Піаже написав понад 60 книг і декілька сотень статей.
Піаже почав рано цікавитися біологією, особливо молюсками, опублікував кілька наукових робіт про них ще до закінчення школи. Тож йому навіть запропонували престижну посаду доглядача колекції молюсків в Женевському музеї Натуральной історії. До досягнення ним 20 років він став визнаним малакологом.
1920 року Піаже захистив дисертацію з природничих наук (тема про молюсків) і отримав ступінь доктора філософії в Невшательському університеті. Один семестр він також навчався в Цюрихському університеті. У цей час він почав захоплюватися психоаналізом, дуже популярним у той час напрямком психологічної думки. Він також написав дві книжки філософського характеру «Місія Ідеї» (фр. La mission de l'idée) та Дослідження (фр. Recherches), які пізніше відносив до юнацьких проб, проте в цих книжках були висловлені ідеї, що стали важливими для еволюції його поглядів: переосмислення й часткове відкидання теорії еволюції, відхід від релігійної культури його родини та досвід Першої світової війни
Після отримання наукового ступеня Піаже переїхав з Швейцарії до Парижа, де взявся за викладання в школі для хлопчиків на вулиці Гранд-о-Велл, директором якої був Альфред Біне, творець тесту IQ. Допомагаючи обробляти результати IQ-тесту, Піаже зауважив, що маленькі діти постійно дають неправильні відповіді на деякі питання. Однак він зосередився не так на неправильних відповідях, як на тому, що діти роблять однакові помилки, які не властиві старшим людям. Це спостереження привело Піаже до теорії, що думки та когнітивні процеси, властиві дітям, істотно відрізняються від тих, що властиві дорослим. У наступні роки він створив загальну теорію стадій розвитку, за якою індивіди, що знаходяться на одній стадії свого розвитку, виявляють схожі загальні форми пізнавальних здібностей. 1921 року Піаже повернувся до Швейцарії й став директором Інституту Руссо при Женевському університеті.
1923 року Піаже одружився з Валентін Шатене, яка була його студенткою. Валентін Шатене була дочкою медика Гастона Шанене та Бланш Серезоль (сестра П'єра Серезоля). У них народилося троє дітей, яких Піаже вивчав з самого дитинства. Особливо його цікавив розвиток дитячого інтелекту та розвиток мови. Результатом спостережень за дітьми стала його теорія «етапи когнітивного розвитку».
З 1925 до 1929 року Піаже працював в Невшательському університеті, де обіймав посади професора психології, соціології й нарешті філософії науки. 1928 року Піаже взяв участь в першому університетському курсі у Давосі, де зібралися численні науковці з Франції та Німеччини. 1929 року Піаже прийняв запрошення обійняти посаду директора Міжнародного бюро освіти, на чолі якого він залишався до 1967 року. У 1938—1951 роках він був професором психології та соціології Лозанського університету. Водночас з 1938 до 1951 року був професором соціології, а з 1940 до 1971 року ще й професором експериментальної психології Женевського університету. 1955 року Піаже заснував Міжнародний центр Генетичної епістеміології, директором якого залишався до своєї смерті. У цьому центрі працювали провідні французькі психологи та нейропсихологи, зокрема Франсуа Брессон, що був одним з найближчих соратників Піаже. Дослідження центру були скеровані на фундаментальні проблеми будови людських знань. 1979 року Піаже був відзначений Премією Бальцана.
Помер 16 вересня 1980 року в Женеві.

## Вибрані праці
Повну бібліографію праць Піаже можна знайти на сайті Фундації Піаже (Fondation Jean Piaget — бібліографія [Архівовано 30 серпня 2011 у Wayback Machine.])
- Recherche, Lausanne, La Concorde, 1918, (Table des matières — зміст онлайн [Архівовано 21 січня 2014 у Wayback Machine.]).
- Le Langage et la pensée chez l'enfant, Paris, Delachaux et Niestlé, 1923.
- La représentation du monde chez l'enfant, Quadrige, Presses universitaires de France,2003, (ISBN 978-2-13-053978-0), (1ère édition: PUF, 1926)
- La causalité physique chez l'enfant, Paris, F. Alcan., 1927, [Table des matières].
- Le jugement moral chez l'enfant, Bibliothèque philosophie contemporaine, Paris, PUF, (ISBN 978-2-13-044182-3), (1ère édition: PUF, 1932).
- La naissance de l'intelligence chez l'Enfant, Delachaux et Niestlé, 1936, [Table des matières].
- La construction du réel chez l'enfant, Paris, Delachaux et Niestlé, 1937, [Table des matières].
- Classes, relations et nombres: essai sur les groupements de la logistique et sur la réversibilité de la pensée, Paris, J. Vrin, 1942, .
- Introduction à l'épistémologie génétique. Tome I: La pensée mathématique, PUF, 1950, Paris.
- Introduction à l'épistémologie génétique. Tome II: La pensée physique, PUF, 1950, Paris.
- Introduction à l'épistémologie génétique. Tome III: La pensée biologique, la pensée psychologique et la pensée sociale, PUF, 1950, Paris.
- Essai sur les transformations des opérations logiques: les 256 opérations ternaires de la logique bivalente des propositions, Paris, PUF, 1952
- Les liaisons analytiques et synthétiques dans les comportements du sujet, (avec L. Apostel, W. Mays, A. Morf), Paris, PUF, 1957.
- Six études de psychologie, Folio essais, 1964.
- Études sociologiques, Librairie Droz, 1965, Genève.
- La psychologie de l'enfant, Jean Piaget et Bärbel Inhelder, Quadrige, PUF, 2004, (ISBN 978-2-13-053568-3), (1ère édition : 1966, Que sais-je ? n° ,PUF, (ISBN 2-13-035567-6) .
- Logique et connaissance scientifique, Encyclopédie de la Pléiade, 1967.
- Biologie et connaissance, Éditions de la Pléiade, 1967, Paris.
- Le structuralisme, Quadrige, PUF, 2007, (ISBN 978-2-13-056432-4) (1ère édition: Que sais-je ? n° 1311, PUF, 1968, (ISBN 2-13-054648-X)).
- Psychologie et pédagogie, Gonthiers Denoël, 1969, coll. Médiations, Paris.
- Psychologie et épistémologie, Gonthiers Denoël, 1970, coll. Médiations, Paris.
- Où va l'éducation ?, Gonthiers Denoël, 1972, coll. Médiations, Paris.
- L'équilibration des structures cognitives: problème central du développement, Paris, PUF, 1975.
- Le comportement, moteur de l'évolution, Éditions du seuil, 1976.
- De la pédagogie, Éditions Odile Jacob, 1988, Paris.
- Morphismes et catégories: comparer et transformer, (avec G. Henriques, E. Ascher et coll.), Neuchâtel, Delachaux et Niestlé, 1990.
- L'épistémologie génétique, Que sais-je ? n°1399, PUF, (22ème édition) 2005, (ISBN 978-2-13-054997-0) (1ère édition : 1970).